# لیزا ویلیس
لیزا ویلیس (انگلیسی: Lisa Willis؛ زادهٔ ۱۳ ژوئن ۱۹۸۴) بازیکن بسکتبال اهل ایالات متحده آمریکا است.
وی در مسابقات کشوری و بین‌المللی در مجموع برندهٔ ۱ مدال طلا شده‌است.